# 館潔彦
館 潔彦（たて きよひこ、1849年（嘉永2年） - 1927年（昭和2年）6月4日）は、明治時代に活躍した陸地測量師（陸軍技師）。舘清彦（たちきよひこ）として紹介されることもある。現在の三重県出身。穂高岳（前穂高岳は初登頂）をはじめ、263もの一等三角点を選点したことで知られる。測量誌「測量」2005年6月号の表紙では、柴崎芳太郎とならんで描かれるなど明治期の特筆すべき測量技術者である。

## 経歴
嘉永2年に桑名藩士・館淳夫の長男として伊勢国桑名にて生まれる。幼名釘次郎。明治維新後に19歳で上京し、岸俊雄義塾苟新館の門下生となり英語及び数学を学ぶ。明治5年10月3日工部省に出仕、測量司に属し、測量四等少手となる。測量司の内務省移管に伴い転属し、明治17年7月15日、測量業務が参謀本部に移管するのに伴い内務四等属から陸軍十一等出仕、明治20年12月28日、陸軍六等技師（奏任官）となる。
明治22年4月17日陸地測量師に任ぜられ、明治31年12月28日高等官六等。明治36年1月28日に休職を命ぜられることとなり、明治38年に退官。
昭和2年に郷里の桑名で没した。墓所は桑名市の照源寺。

## エピソード
穂高岳に登頂する際の様子を自らスケッチとして残しているが、自分の服装を背広姿で描いている。前穂高岳には、上條嘉門次の案内で初登頂して三角点を撰点したが、山頂付近で18mほど滑落して負傷した。松本への帰路、島々谷川沿いの風呂平で休養中に、ウォルター・ウェストン一行と遭遇。後に、ウェストンの著書『日本アルプス』の中で「奇跡的に命拾いをした政府の調査官」として記述されることとなった。

## 栄典
- 1891年（明治24年）1月29日 - 正八位[11]
- 1892年（明治25年）4月1日 - 従七位[12]
- 1894年（明治27年）6月19日 - 勲六等瑞宝章[13]
- 1897年（明治30年）7月10日 - 正七位[14]
- 1901年（明治34年）6月27日 - 勲五等瑞宝章[15]
- 1902年（明治35年）10月20日 - 従六位[16]